# Oberndorf (Kulmbach)
Oberndorf ([ˈoːbɐnˌdɔʁf] , oberfränkisch: Owean-doaf) ist ein Gemeindeteil der Großen Kreisstadt Kulmbach im  Landkreis Kulmbach (Oberfranken, Bayern). Oberndorf liegt in der Gemarkung Blaich.

## Geografie
Die Einöde liegt am Gemeindehügel. Im Osten fällt das Gelände ins Tal des Kesselbachs ab. Im Westen befindet sich der Flugplatz Kulmbach. Eine Gemeindeverbindungsstraße führt an Ramscheid vorbei nach Baumgarten (1,3 km nördlich) bzw. nach Oberpurbach (1 km südlich).

## Geschichte
Oberndorf wurde 1398 erstmals urkundlich erwähnt. Der Ortsname bezieht sich auf dessen Lage auf einem Höhenrücken.
Gegen Ende des 18. Jahrhunderts bestand Oberndorf aus 2 Anwesen. Das Hochgericht übte das bayreuthische Stadtvogteiamt Kulmbach aus. Grundherren waren das Kastenamt Kulmbach (1 Hof) und die Kaplanei Weidenberg (1 Hof).
Von 1797 bis 1810 unterstand der Ort dem Justiz- und Kammeramt Kulmbach. Mit dem Gemeindeedikt wurde Oberndorf dem 1811 gebildeten Steuerdistrikt Kauerndorf und der 1812 gebildeten gleichnamigen Ruralgemeinde zugewiesen. 1818 erfolgte die Überweisung an die neu gebildete Ruralgemeinde Blaich. Am 1. Januar 1902 wurde Oberndorf nach Kulmbach eingegliedert.

### Ehemalige Baudenkmäler
- Haus Nr. 1: Zweigeschossiger Hausteinbau, mit zweimal drei Obergeschossfenstern, Gurtgesims, Ecklisenen; östlich erdgeschossiger Stallbau; Türschlussstein bezeichnet „1823“ (=Baujahr). – Südlich gegenüber eingeschossiger Wohn- und Stallbau aus Holz; vermutlich noch 17./18. Jahrhundert. Mit geschnitzter Fensterrahmung und -brüstung; stark baufällig.[10]
- Haus Nr. 2: Im Hof zweigeschossiger Kastenbau, mit zwei zu vier Obergeschossfenstern. Riegelfachwerk an Obergeschoss und Giebel, mit neuer Ziegelfüllung. Türschlussstein bezeichnet „1796“ (=Bauzeit).[10]

### Einwohnerentwicklung
| Jahr      | 001818 | 001861 | 001871 | 001885 | 001900 | 001925 | 001950 | 001961 | 001970 | 001987 |
| Einwohner | 17     | 24     | 24     | 31     | 20     | *      | *      | *      | 13     | 10     |
| Häuser    | 2      |        |        | 3      | 3      | *      | *      | *      |        | 2      |
| Quelle    | [ 8 ]  | [ 12 ] | [ 13 ] | [ 14 ] | [ 15 ] | [ 16 ] | [ 17 ] | [ 18 ] | [ 19 ] | [ 1 ]  |

## Religion
Oberndorf ist seit der Reformation evangelisch-lutherisch geprägt und nach St. Oswald (Untersteinach) gepfarrt.